# 莫诺布莱
莫诺布莱（法語：Monoblet，法語發音：[mɔnɔblɛ]）是法国加尔省的一个市镇，属于勒维冈区。

## 地理
莫诺布莱（44°0'2"N, 3°53'11"E）面积21.33 平方千米，位于法国奧克西塔尼大區加尔省，该省份为法国南部沿海省份，南端濒地中海，北起顺时针与阿尔代什省、沃克吕兹省、罗讷河口省、埃罗省、阿韦龙省和洛泽尔省接壤。
与莫诺布莱接壤的市镇（或旧市镇、城区）包括：科洛尼亚克、孔凯拉克、克罗斯、迪尔福和圣马丹德索斯纳克、弗雷萨克、拉萨尔、圣费利克斯-德帕利耶尔、圣伊波利特迪福尔、瓦布尔。
莫诺布莱的时区为UTC+01:00、UTC+02:00（夏令时）。

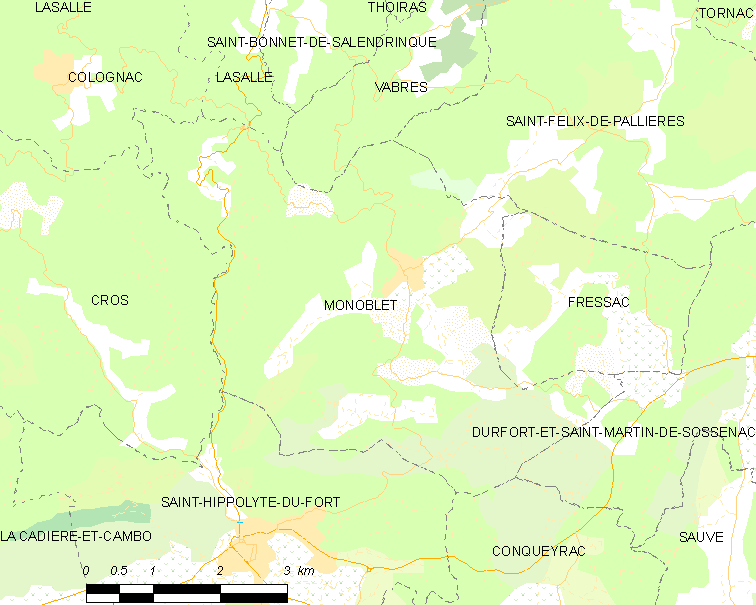
莫诺布莱的OSM定位图

## 行政
莫诺布莱的邮政编码为30170，INSEE市镇编码为30172。

## 政治
莫诺布莱所属的省级选区为基萨克县。

## 人口

1962-2008年间莫诺布莱人口变化图示

莫诺布莱于2022年1月1日时的人口数量为780人。